# Lillian Genth

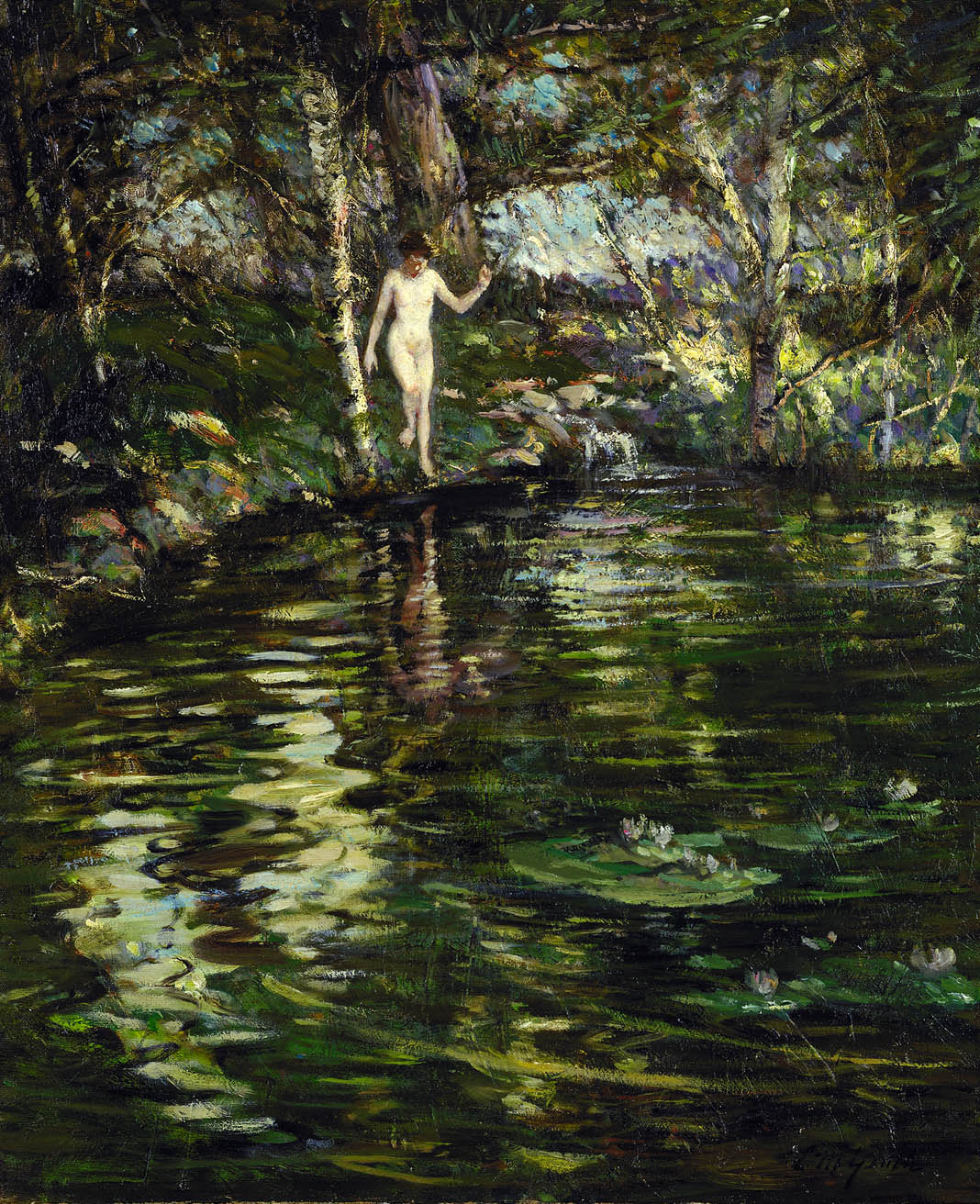
Depths of the Woods (1900-1910) en el Smithsonian American Art Museum

Lillian Mathilde Genth (Filadelfia, 1876–Nueva York, 28 de marzo de 1953) fue una artista impresionista estadounidense. Es conocida fundamentalmente por su representación de desnudos femeninos en paisajes. Sin embargo, en la mitad de su carrera dejó de pintar desnudos femeninos y comenzó a pintar cuadros más conservadores inspirados en sus viajes. En un periodo de unos 30 años, Genth apareció en 233 exposiciones y, aunque fue muy conocida por sus pinturas en vida, su historia y sus obras de arte se han perdido en el recuento de la historia del arte estadounidense.

## Biografía
Lillian Mathilde Genth nació en Filadelfia, Pensilvania, hija de Matilda Caroline Rebscher y Samuel Adam. Genth comenzó su carrera artística asistiendo a la Escuela de Diseño para Mujeres de Filadelfia en Pensilvania con una beca. Durante sus años de escolaridad, trabajó como diseñadora de vestidos para mantenerse a sí misma. En la Escuela de Diseño para Mujeres de Filadelfia, le dio clase Elliott Daingerfield. Daingerfield influyó mucho en su estilo, que se puede ver en las cualidades tonalistas y coloristas similares de sus escenas de paisajes. Genth se graduó de la Escuela de Diseño para Mujeres de Filadelfia en 1900. Recibió la beca europea William L. Elkins por sus logros en arte de la Escuela de Diseño de Filadelfia, que la patrocinó para pintar en Europa durante un año.

## Carrera profesional

### París, Francia
Durante su estadía en Europa, Genth se estableció primero en París, Francia, en octubre de 1900, donde se inscribió en clases de arte en la Académie Carmen, una escuela de arte dirigida por James McNeil Whistler. Whistler se convirtió en una gran influencia en el trabajo de Genth y se la consideraba una de sus alumnas favoritas. Durante una de las visitas de Whistler a la escuela en 1900, quedó tan impresionado por el trabajo de Genth que le dio una paleta de pintura; un honor que usó y atesoró durante el resto de su carrera. Este fue un gran cumplido de Whistler, que rara vez aceptaba mujeres pintoras.
El estilo de Genth se atribuye típicamente a Whistler debido a las cualidades tonalistas de sus pinturas y porque él le enseñó a ver sus pinturas como un todo en lugar de en partes individuales. Después del cierre de la Academie Carmen en 1901, Genth se quedó en Europa durante tres años más. Durante este tiempo trabajó en la pintura de paisajes, escenas de género y frentes de agua; sus desnudos no comenzarían hasta dentro de unos años más.

### Nueva York
En 1904, Genth regresó a los Estados Unidos y a la ciudad de Nueva York. Fue en este punto cuando su carrera comenzó a florecer. En 1904, Genth participó en tres exposiciones: en la Academia Nacional de Diseño, en el Club de Arte de Filadelfia y en el Museo de Worcester. En octubre de ese mismo año hizo su primera exposición individual en la Academia de Bellas Artes de Pensilvania. También en 1904 Genth recibió el premio Mary Shaw al mejor paisaje de la muestra por su trabajo Peasant Houses, Normandy en una exposición en la Academia de Bellas Artes de Pensilvania. La crítica y el público en general comenzaron a prestar atención y apreciar el trabajo de Genth durante este año benéfico.
Durante los dos años siguientes, Genth continuó exhibiendo en las galerías de arte, museos y clubes de arte más importantes del país. A partir de 1906, Genth desarrolló su interés por el desnudo femenino. Dejó de pintar paisajes de inspiración europea y se centró en la forma femenina. Rápidamente desarrolló habilidades para dibujar la forma femenina desnuda y estableció un estilo propio representando a mujeres desnudas en paisajes. Cuando le preguntaron a Genth por qué había cambiado su manera de trabajar, respondió: «Porque para mí lo más hermoso del mundo es la figura humana al aire libre. En Bretaña, un día saqué una modelo y posó al aire libre y de inmediato me llené de resentimiento por toda la belleza que me había perdido».
La conservadora sociedad victoriana no estaba dispuesta a aceptar las figuras desnudas de Genth y, al principio, sus pinturas eran rechazadas por las exposiciones y sus asesores le sugerían que abandonara su nueva iconografía. Sin embargo, Genth, conocida por su feroz personalidad, perseveró a pesar de estos reveses. En 1908, su pintura, The Lark, le valió el premio Shaw Memorial en la 83.ª Exposición Anual de la Academia Nacional de Diseño. The Lark representa a una mujer desnuda paseando por el bosque con la cabeza vuelta mirando hacia el cielo como si acabara de escuchar una alondra, como sugiere el título. Esta pintura demuestra con éxito la influencia de Whistler en Genth a través de la integración de la forma desnuda y el paisaje. El éxito de la pintura se basa en el enfoque de la pintura como un todo para hacer que la forma desnuda esté enraizada en el paisaje en lugar de mirar fuera de lugar.
También en 1908, Genth fue elegida miembro de la Academia Nacional de Diseño como asociada. Fue la mujer más joven elegida para este puesto en la academia. Desde 1910 hasta 1929, Genth apareció en al menos 164 exposiciones. Durante estos años experimentó mucho éxito, popularidad y riqueza. Dividió su tiempo entre sus dos residencias; un apartamento en Nueva York y una gran propiedad en las montañas de Berkshire en Connecticut, a la que llamó Hermitcliff. Hermitcliff era una finca de 70 acres de bosque y fue aquí donde Genth podía pintar a sus modelos sin interrupciones. Le encantaba ir a Hermitcliff y le dio buen uso a lo largo de los años. En una ocasión afirmó, a propósito de esta propiedad: "Las cosas que he aprendido provienen del suelo en las profundidades de mis bosques en Connecticut".
Después de superar los obstáculos preliminares y lograr el éxito con sus desnudos, Genth comenzó a explorar otras formas de arte.
El 12 de agosto de 1928, Genth anunció que dejaría de pintar desnudos femeninos. Hizo un comunicado de prensa que decía: «La señorita Genth desea anunciar que definitivamente ha dejado de pintar desnudos. En el futuro, se dedicará exclusivamente a temas españoles y orientales».
El razonamiento de Genth para dejar de pintar desnudos sigue siendo un misterio, aunque varios de sus amigos revelaron que Genth se había vuelto muy religiosa. Dijeron que sus nuevos amigos de la iglesia la convencieron de que dejara de pintar sus figuras desnudas. Sin embargo, estos relatos van en contra de la personalidad decidida e independiente de Genth. No era el tipo de mujer que sucumbe tanto a las normas sociales aceptadas, como se vio en su carrera anterior cuando perseveró con sus pinturas de desnudos.

### España
A lo largo de la década de 1920, Genth realizó múltiples viajes a España y se enamoró del sol y la cultura del, desde su punto de vista, exótico país. Escribió un artículo sobre sus viajes por España titulado "Castillos en España" en el que escribió: «Nadie conoce el glamour de España a menos que hayas vivido allí: la gloriosa luz del sol y las flores». Entre 1926 y 1927 viajó por toda España. Sus pinturas de esta época muestran su pasión y admiración por la cultura española e incluyen imágenes de mujeres poderosas. Sus pinturas usan colores vibrantes y retratan a sus mujeres como fuertes, hermosas y valientes.
Una de sus pinturas más famosas de esta época es Las Abanicas, que representa a cuatro mujeres con prendas de colores brillantes que participan en la Feria de Sevilla, España. La pintura consta de muchos patrones, colores y pinceladas que se unen para crear una composición hermosa y brillante. Otro aspecto de la cultura española que intrigó a Genth fue la tauromaquia y creó dos cuadros notables en torno a este tema: La Novia del Torero y Corrida de toros.

### África del Norte
Durante sus viajes de 1926, Genth también se detuvo en el norte de África para pintar en las principales ciudades. Genth era una mujer curiosa y decidida a encontrar temas nuevos e interesantes para pintar y explorar. Viajaba sola y llevaba todos sus materiales y pinturas con ella. Su tiempo en el norte de África fue corto pero agitado. El arte que hizo durante estos viajes representa una variedad de escenas de la vida cotidiana y retratos de las mujeres locales. En el propio artículo de Genth "Un viaje de pintura en el norte de África", escribe sobre historias del viaje y las experiencias y dificultades de pintar en el camino. Habla de los mercados vibrantes y la cultura extranjera, pero principalmente describe los colores hermosos pero únicos de las ciudades.

### Oriente
En 1931, Genth regresó de un viaje a Asia y anunció que dejaría de pintar temas europeos y africanos y se centraría en Oriente. Al preguntarle por qué, simplemente dijo: "La gente tiene ciclos". Una de las principales razones de su viaje fue un encargo del rey Pradjadhipok, el rey de Siam.
Genth se detuvo primero en Japón para ver y pintar la lucha de sumo. Mientras estuvo en Japón, también pintó una serie de paisajes urbanos de Tokio, siendo una de las pinturas más notables Theatre Street, Tokio.
Posteriormente, Genth viajó a Hong Kong, China, donde pintó Hong Kong de noche, una hermosa pintura que contrasta la luz y la oscuridad de la ciudad desde lejos.
A continuación, Genth viajó a Siam, actual Tailandia, para pintar para el rey. En Bangkok, Tailandia, hizo la pintura, The Royal Barge, que representa al rey y sus barcos durante el Festival del Agua.
La parada favorita de Genth en Asia fue Papúa porque la isla era muy remota y permanecía ajena a los forasteros; ningún barco había atracado allí en más de cuatro años. En Papúa pintó Papuan Wedding (Port Morsby), que captura una ceremonia de matrimonio vibrante con toques de tonos tierra.
Después de Papúa, viajó a Fiyí, Bali y Pago-Pago antes de regresar a Nueva York.

### Vuelta a Nueva York
Genth vivió el resto de su vida en Nueva York haciendo algunas exposiciones más durante la década de 1930, pero estas se hicieron cada vez menos frecuentes. En sus últimos años, la llevaban al norte del estado de Nueva York cada otoño para presenciar el cambio de hojas y pintar pequeños bocetos de paisajes.
Falleció el 28 de marzo de 1953 en su casa de la ciudad de Nueva York a los 76 años.